# 維里擬銀眼鯛
維里擬銀眼鯛為輻鰭魚綱金眼鯛目燧鯛亞目黑銀眼鯛科的一個種，發現於東印度洋的Mentawai海脊及西太平洋的南中國海及帝汶海海域，屬深海魚類，棲息深度340-1300公尺，體長可達23.3公分，屬肉食性。

## 擴展閱讀
維基物種上的相關：維里擬銀眼鯛